# Кравченко Людмила Семенівна
Людмила Семенівна Кравченко, до шлюбу Єгорова (Kravchenko Liudmyla Semenivna) (7 липня 1937, м. Київ — 22 червня 2012, м. Київ) — українська оперна співачка (сопрано), солістка Київського оперного театру.

## Біографія
Народилася 7 липня 1937 року в  м. Києві.
У 1961—1966 роках навчалася у Київській консерваторії в класі М. Єгоричевої.
У 1966—1992 роках — солістка Київського театру опери та балету.
Лауреатка Всеукраїнських конкурсів вокалістів у Києві: 1964, ІІ премія; 1967, І премія.
Отримала звання Заслуженої артистки України.
У 1992 році покинула сцену. Померла 22 червня 2012 року.

## Репертуар
- Катерина, опера «Катерина», М. Аркаса
- Милана, опера «Милана» Г. Майбороди
- Мар'яна, опера «Арсенал» Г. Майбороди
- Інгігерда, опера «Ярослав Мудрий» Г. Майбороди
- Наталка, опера «Наталка Полтавка» М. Лисенка
- Ярославна, опера «Князь Ігор» О. Бородіна
- Надія, опера «Аскольдова могила» О. Верстовського
- Аїда, опера «Аїда» Дж. Верді
- Сантуцца, опера «Сільська честь» П. Масканьї.

## На телеекрані
- Документальний фільм «Мой папа — оперный певец», 2011.